# Francesco de' Ficoroni
Francesco de' Ficoroni (Labico, 1664 – Roma, 25 gennaio 1747) è stato un antiquario, archeologo, collezionista ed erudito italiano il cui nome resta legato soprattutto alla raccolta di cui faceva parte la famosa «Cista Ficoroni».

## Biografia

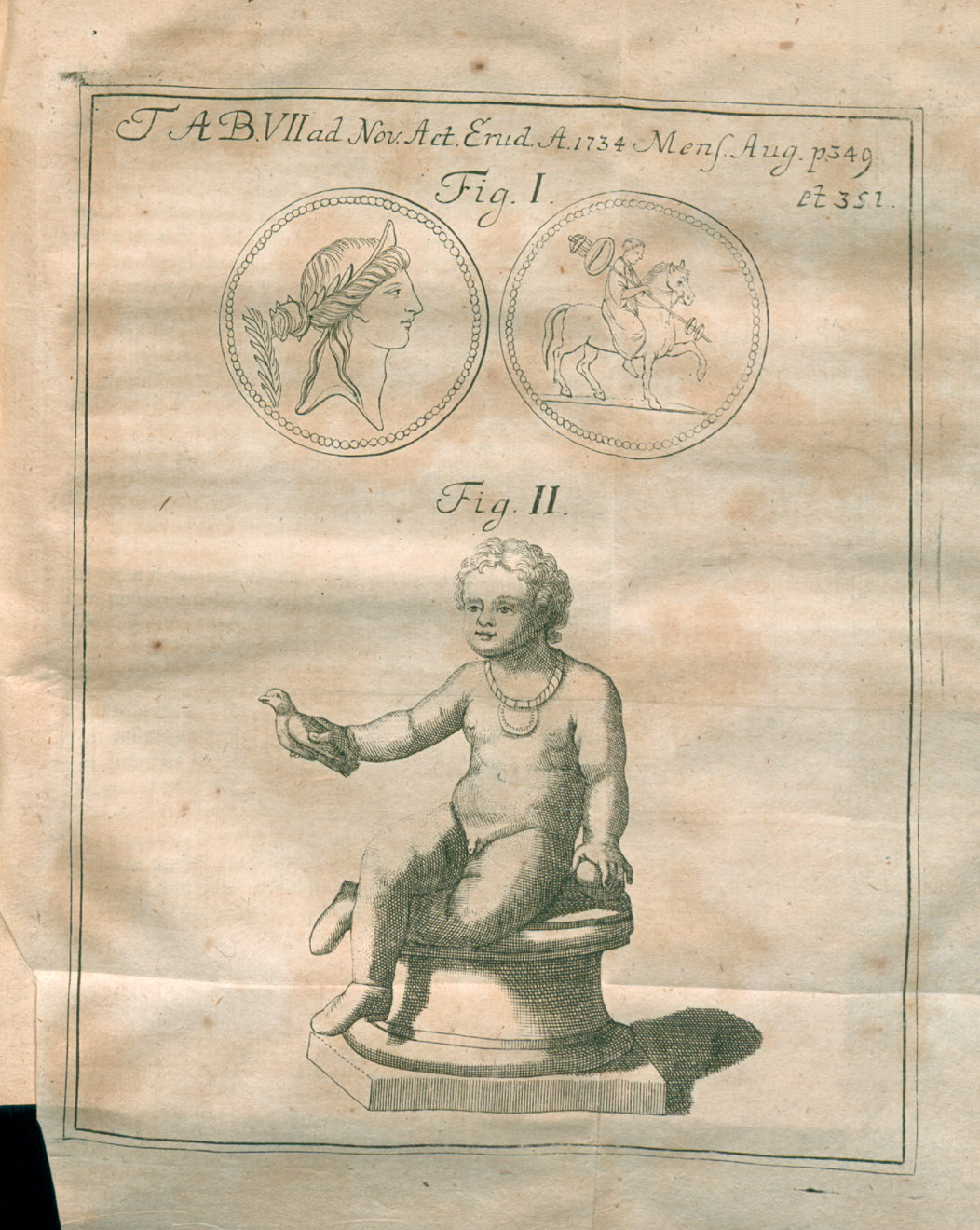
Illustrazione alla recensione de La bolla d'oro de' fanciulli nobili romani pubblicata sugli Acta Eruditorum del 1734

Nacque nel 1662 a Lugnano nel Lazio, l'attuale Labico, da Bonifacio de' Ficoroni e Maria Rosati. Ficoroni diede prova fin da giovane di un ingegno brillante: con il passare del tempo acquisì confidenza con la letteratura classica e in particolare con le discipline antiquarie, tanto da guadagnarsi l'attenzione di alcuni dei più celebri intellettuali del tempo, da Anton Francesco Gori a Ludovico Antonio Muratori. Dedicò la lunga vita allo studio dell'antichità e alla formazione di un'insigne collezione, dispersa dopo la sua morte, in cui riunì monete, specchi, graffiti, piombi, tessere, bulle e oggetti minuti e rari, che furono poi l'argomento delle sue principali pubblicazioni, ancor oggi non prive di valore.
Ficoroni scrisse numerosi lavori sull'arte antica, sul teatro classico, sull'epigrafia latina. Si occupò anche di topografia romana nello scritto Le vestigia e rarità di Roma ricercate e spiegate (Roma 1744), e di quella del suo paese natale che identificò con l'antica Labico. Ma la fama del Ficoroni è soprattutto affidata alla sua collezione e non tanto ai singoli oggetti, come il Ripostiglio Bianchini ora al Museo archeologico nazionale di Napoli, e a molti specchi, quanto a un insigne cimelio, che egli donò al Museo kircheriano del Collegio Romano, e che è ora nel Museo nazionale etrusco di Villa Giulia a Roma: la cista prenestina, nota appunto col nome di Cista Ficoroni. È commovente l'accenno che Ficoroni stesso fa del dono della cista, e di una "patera" (che invece è uno specchio), in essa rinvenuta, ora pure al museo di Villa Giulia: "debbo dire senza iattanza che il cavaliere Frederic inglese mi volle dare e mi pose sul tavolino una manciata di zecchini; ma invano, e affinché per sempre fossero conservate ne feci volentieri donativo alla celebre galleria Kirkeriana, dove l'intendente delle antiche memorie potrà ammirarli...". Fu corrispondente e amico di Ludovico Antonio Muratori, Anton Francesco Gori e Giovanni Giacomo Amadei. Il celebre archeologo gesuita Antonio Baldani (1691-1765), aiutò Ficoroni nella pubblicazione de Le maschere sceniche... (Roma 1736) e collaborò all'edizione delle Gemmae antiquae litteratae... che Ficoroni aveva lasciato ai gesuiti e che furono poi pubblicate da Nicola Galeotti (Roma 1757). Ficoroni fu membro corrispondente dell'Académie royale des inscriptions et médailles di Parigi, membro della Royal Society di Londra, socio dell'Accademia Peloritana di Messina e Promotore generale e fondatore della Colonia Esquilina degli Inculti, col nome di Acamato.
Ficoroni fu spesso coinvolto in polemiche che gli costarono perfino censure da parte delle autorità; le sue Osservazioni sopra l'Antichità di Roma (1709), in cui sosteneva l'inattendibilità dell'opera di Bernard de Montfaucon, scatenarono un'aspra polemica culminata nella pubblicazione dell'Apologia del "Diario Italico" di padre Bernard de Montfaucon contra le osservazioni del sig. Francesco de' Ficoroni, scritta nel 1710 da Paolo Alessandro Maffei con lo pseudonimo di Paolo R. Riccobaldi, e nella Lettera del molto reverendo padre Giangrisostomo Scarfò ... scritta al sig. Francesco de' Ficoroni, da Lugnano nel Lazio, che si denomina Antiquario romano (Cosenza 1712). La disputa intellettuale fu talmente feroce da costringere nel 1714 la Congregazione dell'Indice a intervenire per emendare le rispettive pubblicazioni delle parti più offensive.

## Opere

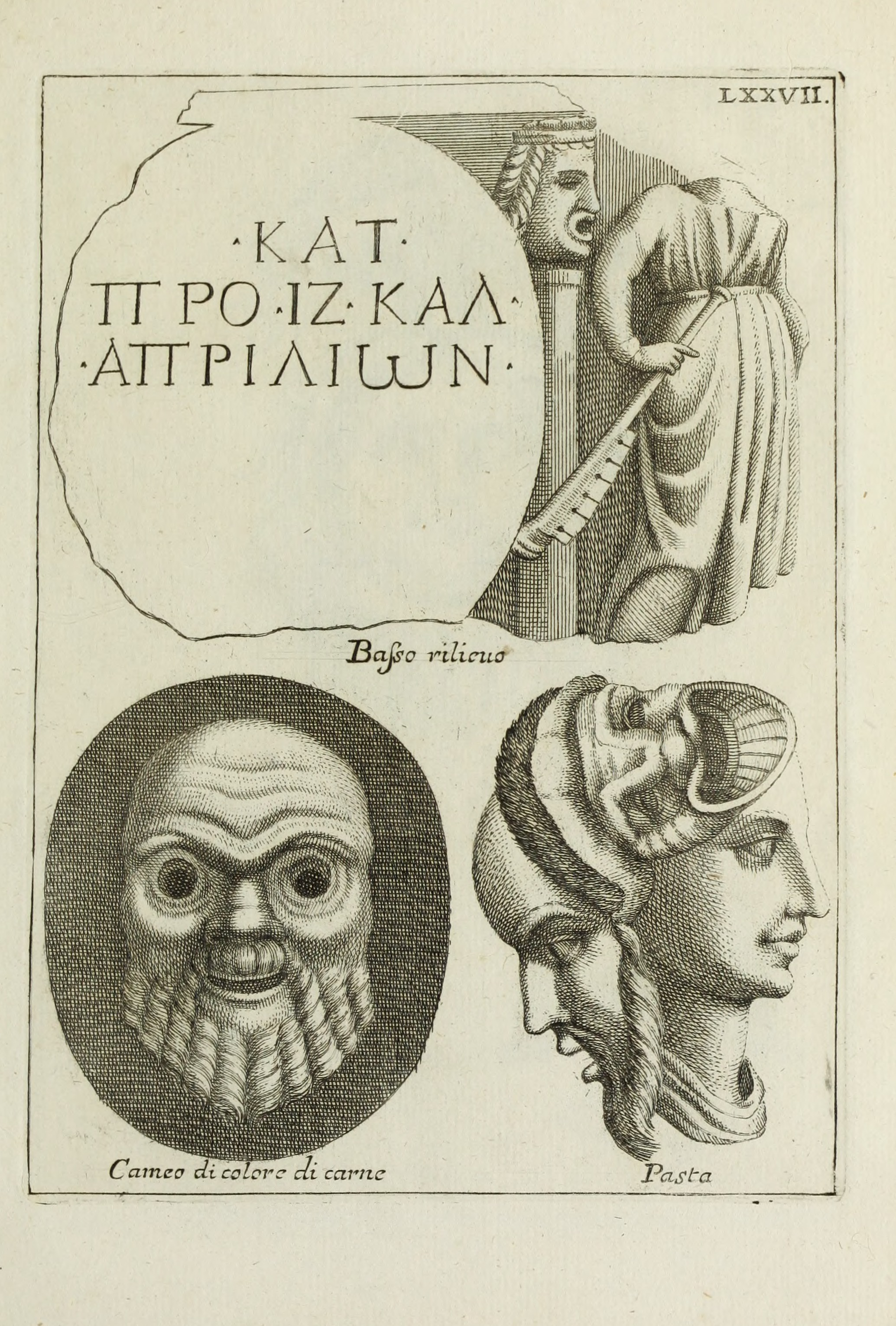
Illustrazione della Dissertatio de larvis scenicis et figuris comicis antiquorum Romanorum (1750)

- Francesco de' Ficoroni, Osservazioni di Francesco de' Ficoroni sopra l'antichità di Roma; descritte nel Diario italico pubblicato in Parigi l'anno 1702. dal m. rev. padre D. Bernardo de Montfaucon nel fine delle quali s'aggiungono molte cose antiche singolari scoperte ultimamente tra le rovine dell'antichità, Roma, nella stamperia di Antonio de' Rossi alla piazza di Ceri, 1709. «Questo è un opuscolo assai dotto e interessante, ma trattiensi sovra un numero troppo scarso di oggetti, mentre il Diario citato gli offriva una messe molto ampia.»[6]
- Francesco de' Ficoroni, Lettera scritta all'Ill., ed Eccell. sig. Giacomo Lord Johnstone dal signor Francesco de' Ficoroni antiquario romano, socio dell'Accademia Reale di Parigi... sovra un nuovo cameo esprimente Marcello nipote di Augusto, Napoli, nella nuova stamperia di Pietr'Antonio Morandi, 1718.
- Francesco de' Ficoroni, Le memorie più singolari di Roma, e sue vicinanze notate in una lettera : aggiuntavi nel fine la spiegazione d'una medaglia d'Omero, da Francesco de' Ficoroni diretta all'illustrissimo signor cav. Bernard inglese, Roma, appresso Giovanni Maria Saluioni. Nell'Archiginnasio della Sapienza, 1730.
- Francesco de' Ficoroni, La bolla d'oro de' fanciulli nobili romani, e quella de' libertini, ed altre singolarita spettanti a' mausolei nuovamente scopertisi breuemente spiegate, e divise in 2 parti da Francesco de' Ficoroni, Roma, nella stamperia di Antonio de' Rossi, 1732.
- Francesco de' Ficoroni, I tali ed altri strumenti lusorj degli antichi romani descritti da Francesco De' Ficoroni socio della Reale Accademia di Parigi e dedicati all'Em.mo ... Cardinale Nicolò Maria Lercari, Roma, nella stamperia di Antonio De' Rossi, 1734.
- Francesco de' Ficoroni, Le maschere sceniche e le figure comiche d'antichi romani descritte breuemente da Francesco de' Ficoroni ..., Roma, nella Stamperia di Antonio de' Rossi, 1736. «Con 84 tavole in rame. Opera che in questa materia può ritenersi per la più classica e copiosa di quante l'hanno preceduta, e seguitata. Ma fatalmente il povero autore cadde in mano di cattivi disegnatori e peggiori intagliatori per le tavole che deturpano un'opera cosi distinta.»[7]
- Francesco de' Ficoroni, I Piombi Antichi opera di Francesco de Ficoroni dedicata alla Santità di nostro Signore papa Benedetto XIV, Roma, nella stamperia di Girolamo Mainardi, 1740.
- Francesco de' Ficoroni, Le Vestigia, e rarità di Roma antica ricercate, e spiegate da Francesco de' Ficoroni aggregato alla Reale Accademia di Francia., Roma, nella stamperia di Girolamo Mainardi, 1744.
- Francesco de' Ficoroni, Le singolarità di Roma moderna ricercate, e spiegate da Francesco de' Ficoroni aggregato alla Reale Accademia di Francia, 1744.
- Francesco de' Ficoroni, Le Memorie ritrovate nel territorio della prima, e seconda città di Labico e i loro giusti siti, descritti brevemente da Francesco de Ficorioni socio della Reale Accademia di Parigi ..., Roma, nella stamperia di Girolamo Mainardi, 1745. «Opera illustrata con 18 tavole incise in rame con chiarezza e diligenza come si osserva in tutte le opere di questo dottissimo antiquario.»[8]
- Francesco de' Ficoroni, De plumbeis antiquorum numismatibus tam sacris, quam profanis dissertatio Francisci Ficoroni quam latine vertit Dominicus Cantagallius S. Eustachii in Urbe canonicus, Roma, ex typographia Antonii de Rubeis, 1750.
- Francesco de' Ficoroni, Francisci Ficoronii ... Dissertatio De laruis scenicis, et figuris comicis antiquorum romanorum ex Italica in Latinam linguam versa, Romae, typis Antonii de Rubeis in via Seminarii Romani, 1750.
- Francesco de' Ficoroni, Francisci Ficoronii ... Gemmae antiquae litteratae, aliaequae rariores. Accesserunt vetera monumenta ejusdem aetate reperta, quorum ipse in suis commentariis mentionem fecit. Omnia collecta, adnotationibus, et declarationibus illustrata a p. Nicolao Galeotti ..., Romae, sumptibus Venantii Monaldini bibliopolae in via Cursus : ex typographia Joannis Zempel prope Montem Jordanum, 1757.